# Hydraena attaleiae
Hydraena attaleiae är en skalbaggsart som beskrevs av Ferro 1984. Hydraena attaleiae ingår i släktet Hydraena och familjen vattenbrynsbaggar. Inga underarter finns listade i Catalogue of Life.